# Hôpital de la Charité de Séville
Pour les articles homonymes, voir Hôpital de la Charité.
L’hôpital de la Sainte Charité (Hospital de la Santa Caridad, en espagnol) est un monument historique de la ville espagnole de Séville, en Andalousie, et le nom de l'institution hospitalière qui y est installée. Bâti au XVIIe siècle, il est le siège de la confrérie de la Sainte Charité, fondation religieuse caritative née à la fin du Moyen Âge, qui œuvre encore en ces lieux en faveur des personnes en fin de vie les plus démunies.
L'hôpital est célèbre pour son église, qui constitue un des chefs-d'œuvre de l'architecture baroque sévillane, ainsi que pour les nombreuses œuvres d'art qu'elle abrite. Des artistes de l'étoffe de Pedro Roldán, Murillo et Valdés Leal y ont laissé des réalisations majeures, faisant de ce lieu un véritable musée d'art baroque. Au vu de ses qualités esthétiques et de sa valeur historique, l'église de l'hôpital a été classée Monument historique par le ministère espagnol de la Culture en 1992.

## Historique

### À l’origine, une confrérie
À l'origine de l'Hôpital de la Charité se trouve la Confrérie de la Sainte Charité (Hermandad y cofradía de la Santa Caridad), fondée au milieu du XVe siècle à Séville, à des fins humanitaires. Cette confrérie a pour principale fonction de recueillir les cadavres des personnes noyées dans le Guadalquivir (souvent des marins appartenant aux navires amarrés dans le port de la ville), et d'enterrer les condamnés à mort ainsi que les indigents décédés dans les rues de la ville.
Pour procéder aux inhumations, le prébendier de la cathédrale de Séville, Pedro Martínez, dit de la Caridad, installe une petite chapelle dans le cimetière de San Miguel, au centre de la ville. Du fait de son rôle, l'édifice prend le nom de Chapelle des noyés (Capilla de los ahogados).
Les années passant, l’activité portuaire de Séville ne cesse de croître, entraînant consécutivement une hausse du nombre de personnes noyées dans le fleuve. Au début du XVIe siècle, la confrérie entreprend alors de quitter la chapelle de San Miguel pour un emplacement plus proche du fleuve. Le lieu choisi est la chapelle Saint-Georges (Capilla de San Jorge), placée au sein des anciens arsenaux bâtis à l'époque d'Alphonse X de Castille, et situés au cœur du quartier populaire de l'Arenal, en bordure du fleuve.
Considérant que le vieil édifice est devenu trop exigu et qu’il se trouve dans un état de délabrement avancé (en raison notamment des crues du Guadalquivir, qui l’affectent), la confrérie décide en 1640 de procéder à la construction d’une nouvelle église, plus spacieuse. Le projet se concrétise quelques années plus tard, avec le lancement de la construction en 1645.

### L'expansion:Miguel de Mañara

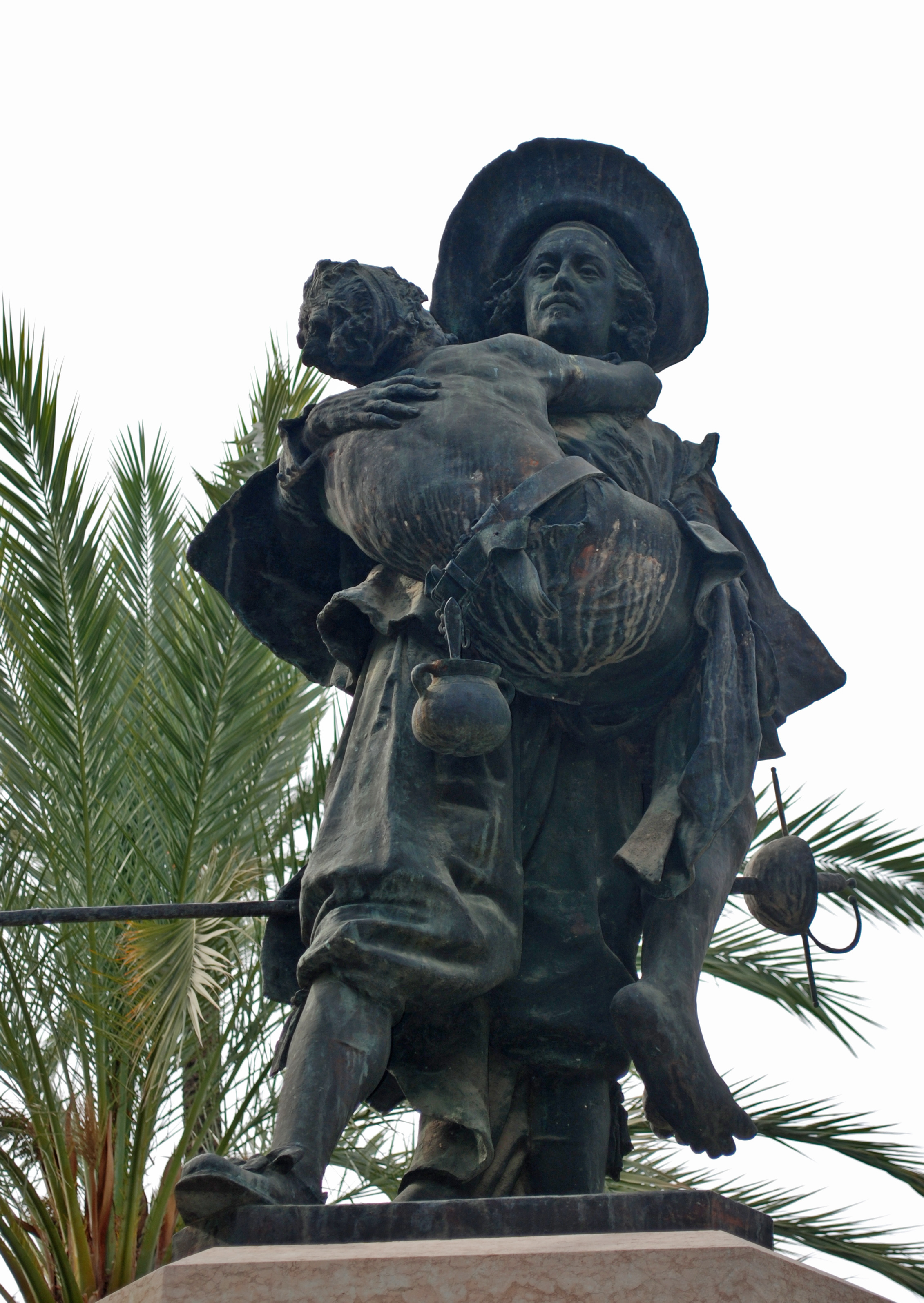
Statue de Miguel de Mañara, dans les jardins de l’Hôpital de la Charité de Séville

L’homme qui va donner sa grande impulsion à la confrérie, et en accroître considérablement le champ d’action est Miguel de Mañara. Descendant d’une riche famille corse établie à Séville, fait chevalier de l’Ordre de Calatrava à huit ans, il se distingue par sa piété et l’énergie qu’il met au service des œuvres caritatives. Son investissement dans la confrérie de la Charité permet non seulement d’accélérer et d’achever les travaux, mais également de multiplier les œuvres caritatives de la communauté.
Miguel de Mañara intègre la confrérie de la Sainte Charité en 1662, à la suite de sa rencontre, sur les berges du Guadalquivir, avec Diego de Mirafuentes, frère majeur, qui devient son mentor. Chargé dans un premier temps des enterrements et des aumônes, il réalise les terribles conditions de vie des mendiants sévillans. Cette confrontation avec la réalité de la mort l’amène à plaider pour l’élargissement des activités de la confrérie, lorsqu’il reçoit sa charge de frère en décembre 1662.
Il propose au chapitre de fonder un hôpital pour les pauvres. La proposition est bien accueillie mais se heurte aux ressources limitées de la confrérie. En février 1664, deux mois après son élection comme frère majeur, il parvient à faire accepter l’idée d’un hospice de nuit. Mañara loue une dépendance des anciens arsenaux royaux, où est installée une grande cheminée, ainsi que des lits. Y sont accueillis nuitamment quelques sans-logis, du 14 septembre au 23 avril. Cet hospice fonctionne jusqu’en 1672, date à laquelle est prise la décision de fonder un hôpital. Aux travaux de construction de l’église, commencés en 1645, s’ajoute donc l’édification des bâtiments de l’hospice.
L’hôpital accueille dès lors les malades les plus déshérités de Séville, vieillards ou souffrant d’affections incurables telles que la lèpre ou la tuberculose, et rejetés par les autres établissements hospitaliers. Ceux qui peuvent être guéris sont amenés en chaise à porteur dans les autres hôpitaux de la ville pour y être soignés.
Miguel de Mañara assume les fonctions de frère majeur de 1663 jusqu’à sa mort en 1679. Ayant renoncé à une partie de ses charges en 1666, il continue à veiller sur la confrérie et l’hôpital, qu’il contribue à financer sur sa propre fortune. Tenté à plusieurs reprises d’abandonner sa place de frère majeur, pour satisfaire son vœu d’humilité, il en est à chaque fois dissuadé par les membres de l’ordre.
Sous sa direction, les œuvres de la confrérie s’élargissent considérablement. À sa mort, en 1679, la confrérie ne se contente plus d’inhumer les pauvres et de transporter les malades dans les hôpitaux, elle les accueille et les soigne, subvient aux besoins des nécessiteux lors des crues du Guadalquivir, donne l’aumône aux couvents, aux hospices, aux enfants abandonnés, aux prisonniers, distribue pain, argent et vêtements aux plus démunis. Miguel de Mañara fait de la Charité l’institution de bienfaisance la plus importante de la Séville d’alors . L’implication de la confrérie devient si prégnante que son histoire et celle des plus déshérités des sévillans sont intimement liées. Par ailleurs, la règle, qu’il a réécrite, ainsi que son Discours de la Vérité servent de modèle à de nombreuses communautés qui surgissent à l’époque en Andalousie.

### La construction

#### L'église

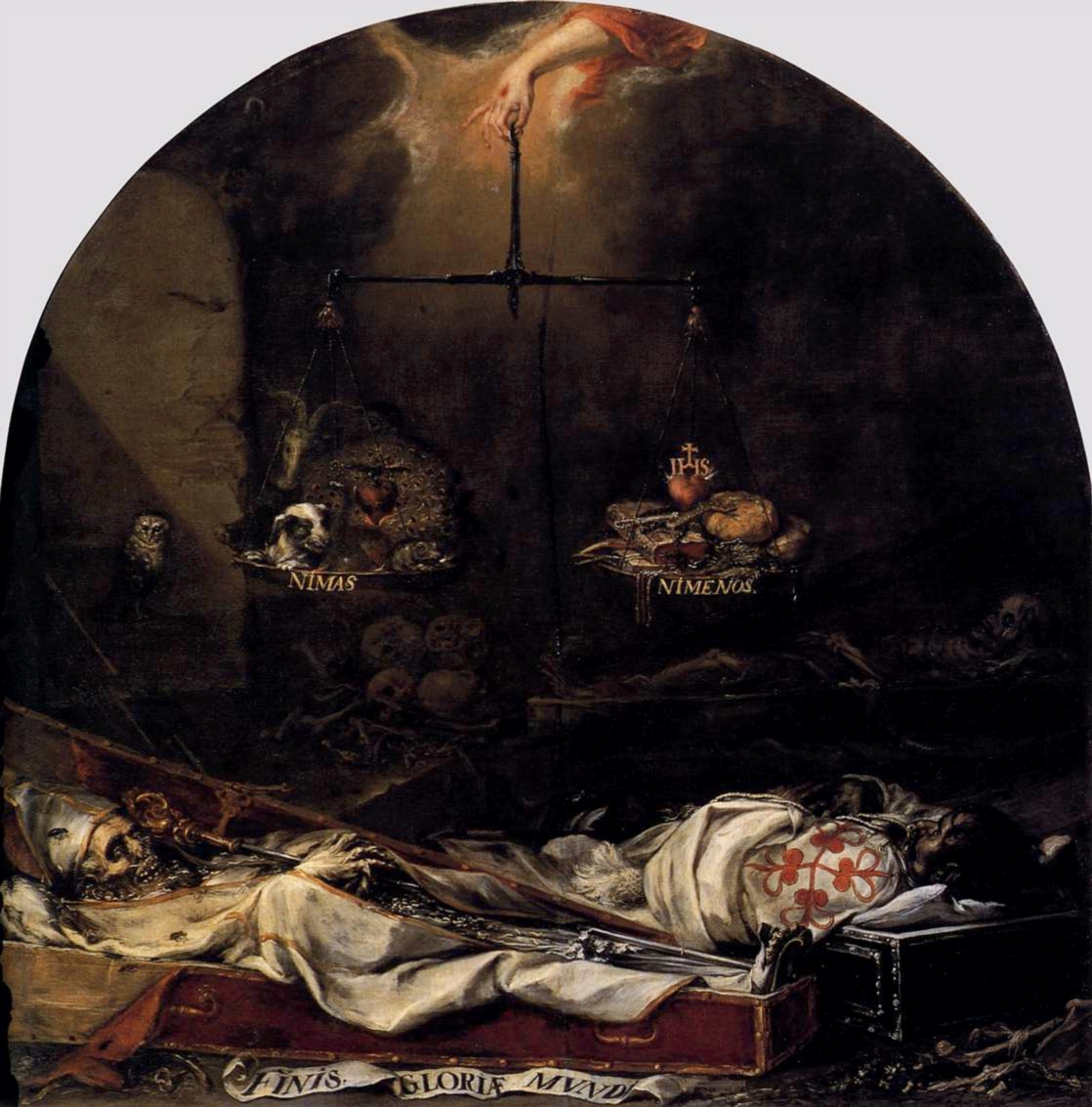
Finis Gloriae Mundi, tableau de Juan de Valdés Leal peint en 1670-1672, et situé dans l'église.

L'église est le premier édifice de l’ensemble actuel à avoir été bâti. Quand débutent les travaux en 1645, la confrérie ne s'est en effet pas encore tournée vers l’accueil des malades. Cette orientation viendra avec l’arrivée de Miguel de Mañara en 1662. Seule est donc prévue la construction d'une église destinée à se substituer à la chapelle de Saint-Georges.
Les plans sont confiés à Pedro Sánchez Falconete, architecte en chef de la ville et de l’archevêché. Il dessine une église à nef unique, couverte d’une voûte en berceau stuquée. Pour des raisons budgétaires, les travaux sont lents, et sont interrompus par plusieurs périodes d’inactivité. Le gros œuvre est achevé vers 1670, soit vingt-cinq ans après le début des travaux.
Si l’intérieur est bâti en respectant le projet de Sánchez Falconete, la façade subit vers 1682 quelques modifications, apportées par Leonardo de Figueroa, qui supprime le clocher à jour initial, pour le remplacer par une corniche couronnant la façade. Pour abriter les cloches prévues pour le clocher, on bâtit en 1721 une tour en retrait de la façade.
Une fois le gros œuvre achevé en 1670, commencent les travaux de décoration intérieure, qui font intervenir les meilleurs peintres et sculpteurs de Séville. Le retable est dessiné par Bernardo Simón de Pineda, ses sculptures réalisées par Pedro Roldán, tandis que les peintures sont confiées à Murillo et Valdés Leal. En 1674, année de l’inauguration de l’église, seuls restent quelques éléments épars à terminer.

#### L’hôpital
Une fois la décision prise, en 1672, de transformer le modeste hospice en hôpital, la confrérie sollicite de la part de la Couronne la concession de quelques nefs des arsenaux, mitoyens de l’église. Ces arsenaux occupent une grande part du quartier, et sont constitués de nefs hypostyles séparées par des rangées d’arcs en ogive. Les architectes se chargent de boucher ces arcs, et d’aménager plusieurs salles destinées à accueillir les malades, en adaptant les locaux d’origine aux canons architecturaux de l’époque.
La première salle d’accueil des malades, la salle du Christ, est achevée en 1674. Elle s’avère vite être trop exiguë pour accueillir les malades. En 1675, Miguel de Mañara décide donc de créer une nouvelle salle, parallèle à celle du Christ. Les travaux commencent en 1676 sous la direction de l’architecte Francisco Rodríguez de Escalona, et s’achèvent un an plus tard. Décorée d’une statue de la Vierge Marie exécutée par Valdés Leal en 1677, la salle prend le nom de Salle de la Vierge du Rosaire. En 1678, une troisième salle, la Salle de saint Antoine, est envisagée pour compléter la structure de l’hôpital. Elle est achevée en 1682. En 1856, l’architecte Francisco Cansino édifie la Salle de saint Joseph, quatrième de l’hôpital, complétée plus tard par des salles plus modernes destinées à faire face aux nouveaux besoins de l’institution .

### La Charité aujourd’hui
Les trois cents ans d’histoire de l’institution au service des sévillans les plus démunis sont marqués par la fidélité aux préceptes de Miguel de Mañara. L’accueil des mendiants et sans-logis a été abandonné il y a quelques années, mais la mission d’assistance aux plus démunis perdure.
Au cours des dernières décennies, les installations de l’institution se sont avérées être dépassées. Les salles les plus anciennes ont perdu leur fonction d’origine et, parfaitement conservées, servent aujourd’hui de salle de repos, de salle à manger, ou encore de salle d’expositions. La promiscuité qu’elles offraient était contraire au besoin d’intimité des résidents. Au-dessus de ces salles primitives ont été aménagées des chambres individuelles.
L’ancien hôpital accueille aujourd’hui plus de quatre-vingt résidents, dont l’admission est prononcée après étude d’un barème prenant en compte l’état de dénuement et de solitude. Ces patients sont assistés médicalement, et sont pris en charge intégralement. Par ailleurs, la confrérie a fait bâtir il y a quelques années une résidence pour déficients psychiques à Montequinto (Dos Hermanas) .

## Le monument
L’Hôpital de la Charité est situé en plein cœur du quartier historique de l’Arenal, à quelques pas seulement des berges du Guadalquivir. Il est tout proche d’un monument historique emblématique de l’histoire de la ville et pourtant méconnu, les Atarazanas reales, les arsenaux royaux, érigés sous Alphonse X. Ce complexe gothique du XIIIe siècle subsiste en partie, le reste ayant été absorbé par les constructions avoisinantes, dont l’hôpital. Ce dernier est entouré de monuments aussi célèbres que les Arènes de la Maestranza, le Théâtre de la Maestranza, la Tour de l'Or, et, un peu plus loin, la Cathédrale et la Giralda.

### L'hôpital

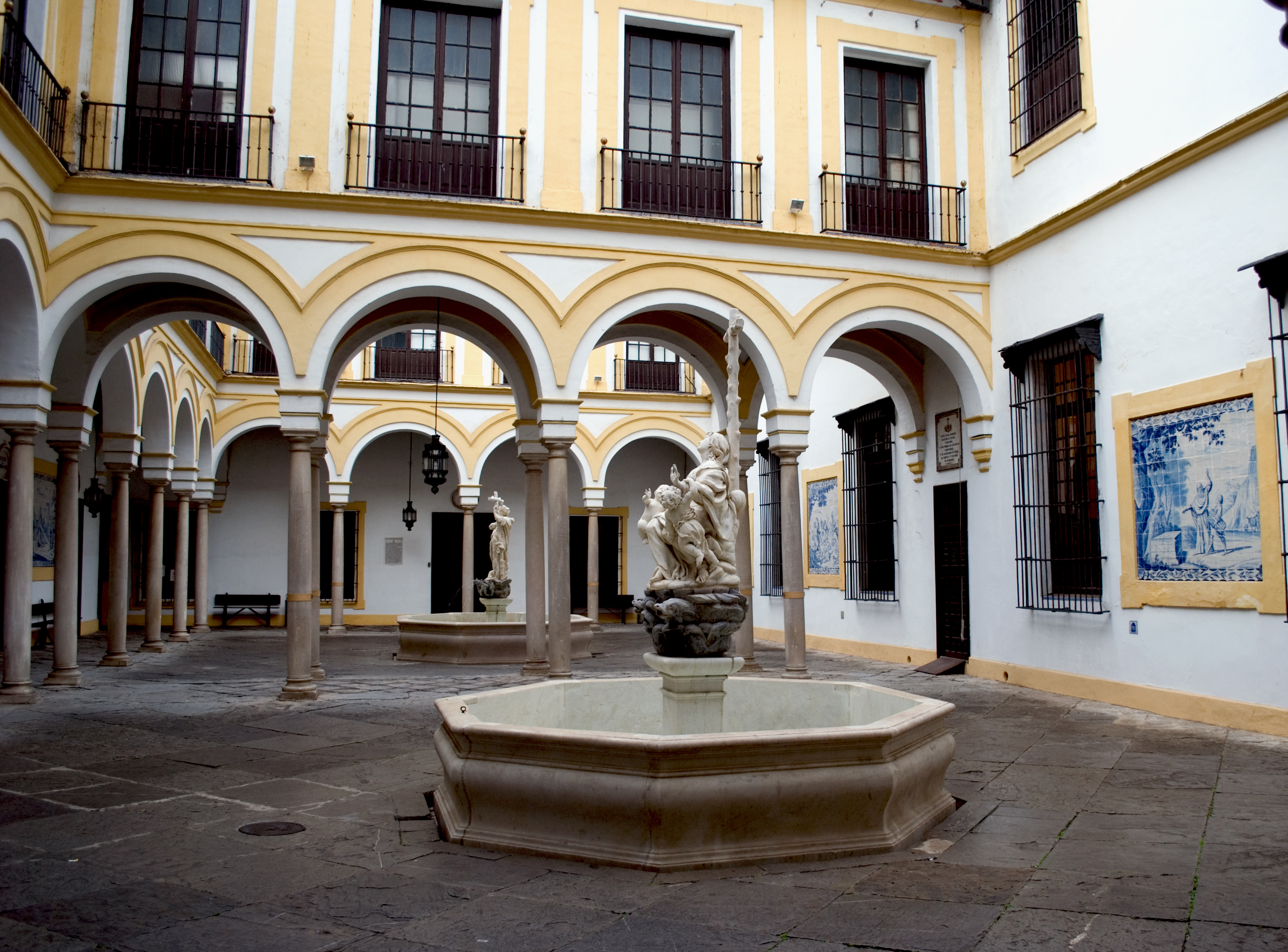
Le patio de l'hôpital

L’hôpital s’organise autour d'un patio rectangulaire. Ce patio est orné sur trois de ses côtés de galeries clôturées par des arcades en plein cintre soutenues par des colonnes de marbre. Il est divisé en son par une élégante galerie à portique de la même facture, qui définit deux espaces de surface identique. Au centre de chacun de ces espaces se dressent deux belles fontaines italianisantes. Sur leurs vasques octogonales sont placées des statues, réalisées à Gênes et livrées en 1682. Elles représentent la Foi et la Charité. Les murs des galeries sont revêtus de sept beaux panneaux d'azulejos bleus et blancs. De style hollandais, ils furent probablement exécutés à Delft au XVIIe siècle, pour le couvent des Descalzos de Cadix. Ils furent déplacés à Séville en 1690. Ces azulejos représentent des scènes de l’Ancien et du Nouveau Testament.
On accède depuis le patio aux différentes salles de l’édifice. La salle du chapitre servait de lieu de réunion à la confrérie. Elle est dominée par une toile de Valdés Leal sur laquelle figure Miguel de Mañara. Les trois grandes salles de l’époque du fondateur de l’hôpital sont la salle du Christ, la salle de la Vierge du Rosaire et celle de saint Antoine. Elles furent aménagées au XVIIe siècle en utilisant une partie des nefs des arsenaux d’Alphonse X.

### L’église
L’église constitue la pièce maîtresse de ce complexe hospitalier. Bâtie selon les plans de Pedro Sánchez Falconete, sa construction sera revue par Leonardo de Figueroa. Miguel de Mañara y a insufflé ses idéaux de foi et de charité.  Le fondateur de l’hôpital a souhaité par le biais de l’esthétique et de l’iconographie baroques de Murillo et Valdés Leal transmettre aux frères de la confrérie ses préceptes de bonne conduite pour atteindre le ciel. Le message met en exergue la brièveté de l’existence, et la futilité des gloires, honneurs et richesses terrestres. Le chemin vers le divin passe, selon Miguel de Mañara, par la pratique de la charité, et un comportement miséricordieux. Les œuvres d’art présentes dans l’église témoignent puissamment de cette préoccupation.

#### Façade
La façade est l’élément le plus marqué par l’intervention de Leonardo de Figueroa. Les plans initiaux ont été retouchés : ils prévoyaient de couronner la façade d’un clocher à jour, il n’en sera rien. Elle est finalement surmontée d’une corniche, hérissée d’une balustrade en fer forgé. Aux extrémités ont été érigés des pinacles. L’excès d’horizontalité procuré par une telle configuration est effacé par la présence, au centre de la crête de la façade, d’un petit attique aux lignes dynamiques. Les cloches, qui avaient été fondues dans le but d’être installées dans le clocher à jour, ont été placées dans une petite tour érigée en retrait de la façade, en 1721.
La façade s’organise sur le modèle des retables baroques. Divisée en trois registres horizontaux, elle reprend les formules esthétiques de l’époque, en s’appuyant sur des jeux de volumes symétriques, de courbes et de contre-courbes. Moulures, colonnes, frontons de divers styles, corniches, etc. impriment un certain mouvement à une façade très compartimentée et particulièrement sobre. Des niches abritent des statues à l’effigie de saints, ainsi que plusieurs panneaux d’azulejos, représentant saint Georges terrassant le dragon, saint Jacques matamore, ainsi que les allégories des trois vertus théologales (foi, espérance, charité).

#### L'intérieur
l’intérieur est atypique au pays

## Protection
L'hôpital de la Charité fait l’objet d’un classement en Espagne au titre de bien d'intérêt culturel depuis le 4 août 1992.